# Француска власт на Јонским острвима (1797–1799)
Први период француске владавине на Јонским острвима (грч. Πρωτη Γαλλοκρατια των Επτανησων) трајао је од јуна 1797. године до 17. маја 1797. године када је Венецијански посед, окупирала револуционарна Француска. Французи су успоставили нови, демократски режим и након Кампоформијском мира, припојили острва Француској, формирајући три департмана: Крф, Итака и Егејско море.

## Историја
Крајем 18. века, Јонска острва: (Крф, Закинтос, Кефалонија, Лефкада, Итака и Китера) заједно са неколицином ексклава на копну Епирота, односно приморски градови Парга, Превеза, Воница и Бутринт, били једини преостали прекоморски посед некада моћне Венецијанске републике на истоку. Године 1795. број становника острва био је 152.722.
Под млетачком влашћу, друштво Јонских острва било је подељено на три класе, аналогне онима у самој Венецији: привилеговано племство, градску средњу класу и обичан народ. Племићке породице, које су уживале пуно венецијанско држављанство, биле су на врху пирамиде и давале су чланове владајућег већа сваког острва. Првобитно ограничена на породице италијанских досељеника, од 16. века у ову групу спадају и грчке породице. Као и у Венецији, Крф, Кефалонија и Закинтос су имали Златну књигу, где су биле уписане аристократске породице. Њихова природа се разликовала од острва до острва: на Крфу су морали да бораве у граду Крфу; исто тако у Китери и Закинтосу они су углавном живели у престоници, док је у Кефалонији опстало сеоско племство, а на Лефкади није било јасне разлике. Ипак, власт племства почивала је на власништву над земљом, а као класа исмевали су трговачку делатност, која је била препуштена обичним грађанима; као резултат тога, ови последњи су такође дошли да гомилају богатство и земљу. Грађани су заузврат оспоравали тврдње племства да монополизују локалну власт и тежили да се придруже владајућој класи, док је сељаштво било у великој мери политички маргинализовано. Млетачке власти су биле остављене у позицији посредника, али су ипак морале да признају моћ племићких породица, које су често биле закон саме за себе и могле су чак и да подижу сопствене војне корпусе; док су племићи били задовољни својим приватним сукобима и заверама једни против других ради локалне функције, они су такође били у стању да заједничким снагама делују против млетачких власти, када су осећали да су њихови интереси угрожени. Млетачки закони су се лагано ширили у градовима, а на селу га готово да није било; не ретко, венецијански званичници који су се усуђивали да ухапсе неког одметника, били су приморани да то не раде. Млетачки режим је више бринуо да одржи своју власт него да обезбеди ефикасну администрацију. Тако је десет убистава кажњено са десет година затвора, док говор против венецијанског гувернера био кажњив са двадесет. Због мешавине владине неефикасности и смишљене политике, већина локалног становништва држана је у стању незнања: није било штампарија ни школа, а већина становништва је била неписмена. Само привилеговани слојеви, који су могли да шаљу своје синове на школовање у иностранство, имали су приступ високом образовању. Као што је приметио медиевиста Вилијам Милер: „Ако су становници ове Републике тог дана [...] изгледали као незналице и сујеверни, сиромашни и индолентни, такве их је Венеција направила“.
Различито обележје између владара и владања била је религија, где је званичном римокатолицизму венецијанских власти био супротстављен популарни грчки православни идентитет, изражен у поштовању свеца или светаца сваког острва. Током 18. века, православље је такође пружало везу са растућом европском силом, Руском империјом. Појавила се проруска струја, а неколико Острвљана је ушло у руску службу, посебно током „Грчког пројекта“ Катарине Велике. Не обазирући се на неутралност Венеције, многи острвљани, укључујући племиће, учествовали су у покушајима да изазову грчки устанак против османске власти, као што су Орловска побуна или рације Ламброса Кацониса и Андреаса Верусиса. Други, посебно из Кефалоније, населили су се на Криму, који је освојила Руска империја. Ипак, подршка венецијанском режиму је и даље била довољно раширена да се, када је нови генерални комесар Републике Карло Аурелио Видман стигао 1795. године, могао ослонити на помоћ локалних заједница, водећих племића, јеврејске заједнице на Крфу, и православних и католичко свештенство, да прикупи потребна средства за плаћање гарнизона и административног особља. Ово такође показује лоше стање млетачке одбране острва у то време, осакаћено недостатком новца, камата и залиха из метрополе. Како су француски револуционарни ратови избили у северној Италији, Венеција је била уздрмана: ширење радикалних јакобинских идеала међу њеним поданицима, нескривено непријатељство победничке француске војске према древној аристократској републици и суморно стање венецијанских финансија и војске, је довела до постепене ерозије млетачке власти у њеним копненим поседима (Тераферма), и коначног пада Млетачке републике под власт Наполеона Бонапарте у мају 1797. На Јонским острвима, вести о француском напредовању у Ломбардију 1796. године навеле су Видмана да предузме ванредне мере да ојача одбрану острва, чак и да уложи своје приватно богатство у ту сврху. Француски агенти су већ били активни на острвима, пре свега француски конзул на Закинтосу, трговац Константин Гајс, који не само да је распиривао антимлетачка осећања, већ је био осумњичен да је организовао пожар сопственог конзулата 29. октобра, догађај који је био користио Наполеон као један од изговора за своју објаву рата Венецији. Гласине о самоукидању Великог већа Венеције 12. маја брзо су се прошириле острвима. Док су профранцуски елементи били упућени од стране Гаја о значењу појмова као што су "слобода" и "једнакост", многи племићи су се мобилисали против њих, са предлозима да се убију сви француски симпатизери. Упркос таквој агитацији, ред је задржан, а дефинитивна вест о политичкој промени у метрополи, оснивањем нове, републичке Привремене општине Венеција, почетком јуна, дочекана је мирно и уздржано.

### Француска окупација
О судбини Венеције и њених поседа одлучивале су Француска и Аустрија. Јонска острва се не помињу у прелиминарним изборима у Леобену. Две стране су имале различите циљеве: Аустријанци су желели да задрже Французе напољу и поздравили су могућност да острва дођу под крњу Млетачку републику предвиђену у Леобену, као тампон између француских и аустријских територија на Јадрану; док су за Наполеона острва била критична одскочна даска за његове амбиције у источном Медитерану, што ће ускоро довести до његове инвазије на Египат. Како примећује француски дипломата Жак Бајенс, цела „јонска авантура“ била је лични пројекат Наполеона, који се није консултовао ни са ким, а понајмање са владајућим Француским Директоријумом, пре него што је послао француске трупе да заузму острва. Сходно томе, 26. маја, Наполеон је наредио свом колеги Корзиканцу, генералу из дивизије Антоану Ђентилију, да започне припреме за војну окупацију Јонских острва. Мешовита француско-млетачка флота са 3.159 људи испловила је 13. јуна из Маламока. Бродови су носили венецијанску заставу Светог Марка, пошто је Ђентили тобоже био само представник нове, профранцуске Привремене општине Венеција, а експедиција је намеравала да избегне могуће отцепљење колоније од метрополе. У стварности, Наполеон је упутио Ђентилија да охрабри локално становништво да тежи независности, подсећајући их на славу античке Грчке.
У међувремену су на Крф стигли повереници из Привремене општине Венеције, који су обавештавали Видмана о догађајима и наређивали да се одржи ред и отпочне демократизација локалне управе. Видман је покушао да обезбеди консензус издавањем оверене изјаве о јавној сагласности, али ју је потписало само 177 грађана, од којих 71 племић. Француска флота је стигла 27. јуна, а француске трупе су се искрцале следећег дана, усред бурног дочека локалног становништва, предвођеног православним приматом Георгиосом Халикиопулосом Манцаросом, који је Ђентилију поклонио копију Хомерове Одисеје; племство је реаговало на Ђентилијеву изјаву 29. јуна да су Французи донели слободу острвима са резервом и сумњом. Ипак, уз подршку становништва и резигниран став млетачких власти, наметање француске власти брзо је извршено не само на Крфу, већ и на другим острвима. Једини отпор пружили су неки елементи млетачких гарнизонских трупа, али су они брзо разоружани и распуштени; само су добровољачке чете на откривеним поседима Бутринта, Парге, Лефкаде и Китере, као и трупе арматолоја у Превези и Воници, задржане у француској плати. Иако је Видман номинално остао на челу администрације, стварна власт је била у рукама Ђентилија. Када су стигли млетачки комесари са 60.000 дуката за плаћање војске и флоте и зајмове које је Видман уговорио, Французи су једноставно запленили новац. Аустријски суд је протестовао због једностране француске окупације, али је мало могао да уради по том питању. У преговорима који су били у току, Наполеон се неко време претварао да ће острва бити укључена у Цисалпинску републику, али је на крају Аустрија била принуђена да прихвати свршени чин како би обезбедила сопствену контролу над Далмацијом од плена млетачке државе.
Као и у венецијанској метрополи, Французи су успоставили нове управе у виду привремених општина. На Крфу, тело су чинили римокатолички надбискуп Крфа Франциско Фенци, протопапа Манцарос, католички и православни свештеник, два Јевреја, шест племића, десет грађана, две занатлије и шест сељака. Видман је именован да председава тим телом, али је поднео оставку током његове прве седнице, а заменио га је корфски племић Спиридон Георгиос Теотокис. Племићи су покушали да мобилишу антијеврејско расположење против савета, а на његовом другом заседању 28. јуна избили су нереди, али су угушени. Привремена општина Крф је постала врховна извршна власт на острву. Њен председник и потпредседник бирани су тајним гласањем међу члановима на период од месец дана. Седнице већа су биле отворене за јавност (али ограничене на 40 присутних); могле су се одржавати затворене седнице на којима се расправљало о некој теми, али је свако одлучивање морало бити јавно и сваки грађанин је могао да захтева да говори на тим седницама. Основано је осам одбора за јавни спас, здравство, храну, трговину и уметност, привреду, полицију, народно образовање и војне послове. Ови одбори су вршили администрацију у својим областима и могли су предлагати законе и бирати своје функционере, али њихово одобрење је било у надлежности Привременог општинског већа. Правосуђе је реформисано у целости, увођењем француских правних принципа и успостављањем грађанских судова—седам окружних судова, два првостепена суда и апелационог суда—и кривичних судова—два магистратска суда и апелациони суд. За разлику од млетачких времена, када су судије бирали поглавари племићких породица, сада је судије постављала Привремена општина, која је имала и право да издаје помиловања. Сличан образац је праћен и на другим острвима, са изузетком Кефалоније, која је традиционално била подељена на више провинција; сада је на острву успостављено најмање пет привремених општина, у Аргостолију, Ливату, замку Светог Ђорђа, Асосу и Ликсурију.
Дана 5. јула, на званичној церемонији, на главном тргу града Крфа засађено је дрво слободе, док је застава Светог Марка бачена у ломачу, да би је заменила француска тробојница. Следећег дана, Привремена општина Крф је наредила да се исто тако униште Златне књиге са уписаним аристократским породицама, амблеми Млетачке републике, патенти племства и грбови племићких породица. То је изазвало реакцију племића, који су уништили дрво слободе. Иако је за налажење непознатих починиоца додељена награда од 500 талира, они никада нису пронађени. Слични догађаји су се проширили по острвима: на Закинтосу, римокатолички бискуп Кефалоније и Закинтоса, Франческо Антонио Меркати и грчки православни протопапа, Герасимос Сумакис, предводили су церемонију садње дрвета слободе 23. јула; у Кефалонији су основани јакобински клубови, који су предложили укидање хришћанства и обнову древне грчке религије и Олимпијских игара; свуда је паљење Златне књиге и симбола племства било праћено свечаностима становништва. На Закинтосу је присуство профранцуских и јакобинских елемената довело до извесног насиља над племством, али другде је нови режим преузео власт углавном мирним путем и наставио са реформама друштва и администрације; након укидања привилегија племства, давани су предлози за отпис дуга, земљишну реформу која укључује феудалне земље, повећање надлежности локалне управе. Адвокат Пјер Жак Боном де Комерјас именован је за генералног комесара 7. јануара 1798. Он, међутим, није одмах дошао на острва; обавештен је о лошем стању јавних финансија, неколико месеци је обилазио Италију покушавајући да обезбеди средства, углавном узалуд, све док није успео да склопи зајам од 500.000 франака са Дубровачком републиком.

### Припајање Француској
Профранцуски елементи на Закинтосу су убрзо послали изасланике Наполеону за потпуну анексију острва Француској. На Крфу је у Привременој општини у почетку преовладала промлетачка тенденција, надајући се да ће бити укључена у реорганизовану млетачку државу. Међутим, на крају је профранцуска фракција победила, посебно након што покушаји да Аустрија интервенише на Крфу нису успели да изазову никакав одговор; Дана 5. октобра, Наполеон је изјавио да је спреман да уступи саму Венецију Аустријанцима, али је био одлучан да задржи Јонска острва. Профранцуска фракција је на крају преовладала и на Лефкади, док је Кефалонија остала подељена, а Превеза про-млетачка. Коначно, Кампоформијским миром од 17. октобра, последњи остаци Венецијанске Републике су збрисани. Према њеним одредбама, Аустрија је анектирала већину копнених домена Венеције, укључујући и сам град. Јонска острва, „највреднији део Венеције“ према француском министру иностраних послова Талерану, препуштена су „пуном суверенитету“ Француске. Врло брзо, Привремене општине острва су упутиле петицију Наполеону да потпуно припоји острва, а Ђентилијеви извештаји Наполеону су такође указивали да становништво подржава пуну интеграцију са Француском Републиком. Првог новембра Наполеонов посинак Ежен де Боарне стигао је на Крф и истог дана објавио Привременој општини услове Уговора из Кампо—Формија и припајање острва Француској. Вест је примљена са великим одушевљењем од стране већа и гласало за слање делегације да пренесе своју захвалност Наполеону.
Дана 7. новембра, Наполеон је издао декрет о оснивању департмана на Егејском мору, Итаки и Крфу. Департман на Крфу је обухватао острво Крф и његове суседне групе острва, као и копнене ексклаве Бутринт и Парга; департман на Итаки је обухватао Лефкаду, Итаку, Кефалонију и друга мања острва, као и Превезу и Воницу на копну; департман на Егејском мору је обухватао Закинтос, Китеру и Антикитеру, и друга мања острва. Сваким одељењем је руководио петочлани комитет а његова администрација је била подељена на дванаест секција (трговина и уметност, полиција, коцкање, позориште, национална гарда, воде и цистерне, јавне зграде, војни смештај, намештај и храна, здравство и затвори, јавне и приватне школе, обичаји и религије) Свако одељење је даље подељено на кантоне са општинским одбором за сваки (петочлани за кантоне испод 5.000 становника, седмочлани за већи број становника). Градови су такође подељени на кантоне, који су добили нова имена: Слобода, Једнакост, Братство, Француска, Грчка, Трговина, итд. Француски комесар, који је морао да потпише све одлуке, био је додељен сваком одељењу; основан је генерални комесар Директоријума на Крфу, место које је привремено заузимао Ђентили. Заузврат, свако одељење је требало да пошаље представника у Директоријум у Паризу. Као саставни део Француске Републике, француски устав из 1795. године примењиван је на свим острвима, а свим јонским државним органима и пловилима требало је да се издају француске ознаке и пасоши. Одбрану новог француског поседа преузела је дивизија Левант, чији је командант био и врховни полицијски орган, и поморска ескадрила од десет бродова.
Ђентили је због изненадне болести морао да се врати на Корзику да се опорави, где је и преминуо. Као његову замену, Директоријум је укратко предвидео угледног генерала и будућег краља Шведске Жана Бернадота; али је у том случају изабран Луј Франсоа Жан Шабо. Нови генерални комесар, Комејрас, стигао је на Крф тек 28. јула 1798. и одмах се са пуно енергије ангажовао на реорганизацији острвске администрације. Његов мандат се, међутим, показао кратким, пошто је само месец дана касније опозван и замењен са Франсоа Луј Дубоа. Међу његовим достигнућима било је оснивање петочланог тима правних стручњака за ревизију жалбеног процеса и три жандармеријске компаније за пружање полицијских услуга. Комејрас је напустио Крф почетком септембра, пре него што је стигао његов наследник; умро је у Анкони након кратке болести.
Међу благотворним мерама француских власти била је велика брига према јавном здрављу и образовању. Систем јавних школа — који је делимично финансиран секуларизацијом имовине католичке цркве — је проширен и основане су јавне школе на француском језику. У мају је отворена „Народна библиотека“, а 11. августа „Национална штампарија“. Французи су такође планирали да оснују даље штампарије, пошаљу децу у Француску на школовање и створе редовну линију транспорта за Италију.
Француска окупација острва изазвала је наду међу грчким емигрантима и интелектуалцима у западној Европи да се она могу искористити као одскочна даска за ослобођење Грчке. У јулу 1797. Ригас Фераиос је објавио свој Устав Републике Грчке, заснован на француским револуционарним уставима из 1793. и 1795. године. Неко време је Наполеон био пријемчив за предлоге грчког устанка и одржавао је контакте са Маниотима у јужној Грчкој, Али-пашом од Јанине и Ибрахим-пашом из Скадра. Чак је послао корзиканског грчког војног официра Деметрија Стефанополија као свог изасланика на Јонска острва који је по повратку 1798. отворено говорио о обновљеној Византијској империји и „француско-грчкој слободи“ до Босфора. У исто време, у Анкони је основан „Извршни директоријум за трговину Корзике, Малте, Закинтоса, Кефалоније, Крфа, француских острва на Јадрану, архипелага и Египта“ са грчким и француским члановима, са циљем прикупљања обавештајне службе како би подстакли устанак иако су Французи били посвећени инвазији на Египат, а не на балканске провинције Османског царства.
Иако је у почетку уживао широку подршку, француски режим је убрзо почео да губи део своје присталице. Високо опорезивање и строга фискална администрација су били широко негодовани, док је презиран став Француза према религији и традицијама Јонског народа, заједно са грабежљивим понашањем француских трупа, чинио негативнији став према овом режиму више него икад. Размештај трупа међу грађанством Крфа — што је била неопходност због потпуног недостатка касарни — такође је било веома негодовано. Иако је грчко свештенство подржавало успостављање демократског режима и чак активно учествовало у њему, Французи су се генерално непријатељски односили према свештенству, што се може видети по њиховом захтеву да сви свештенство носе тробојну револуционарну кокарду под претњом погубљења. Племићи су се од самог почетка супротстављали Французима и одржавали су контакте са Аустријом, никад не губећи прилику да подстакну народно негодовање, али чак су и нови демократски клубови попут „Патриотског друштва“ и „Уставног клуба“, у потпуности искористили саму слободу коју су Французи дали, почео је да критикује Ђентилија и доводи у питање неопходност француског присуства на Јонским острвима; Уставни клуб је на крају затворен од стране француских власти. Француски дипломатски маневри, посебно уступање Венеције Аустрији, такође су отуђили делове становништва: у децембру 1797. почеле су да круже гласине да иста судбина чека и Јонска острва, са копненим ексклавама које ће бити продате Османлијама. Шабо је снажно интервенисао да угуши гласине и протерао је католичког надбискупа Франсиска Фенција, који се сматрао подстрекачем гласина, 11. априла 1798. године. Насупрот томе, вести о француској окупацији Малте и Александрије, као део Наполеонове инвазије на отоманске територије на Леванту, примљене су са одушевљењем.

### Односи са Османским царством
Главна спољна брига француске администрације био је њен однос са њеним најважнијим суседом, моћним и амбициозним Али-пашом од Јањине, полуаутономног османског владара већег дела Албаније и копнене Грчке. Већ 1. јуна 1797. Али-паша је преузео иницијативу, упутивши писмо Наполеону у коме је изразио своје поштовање и дивљење, наду у пријатељске односе и послао четири француска артиљеријска подофицира да обуче сопствену пашину артиљерију. И Наполеон и Директоријум су то примили са наклоношћу и упутили Ђентилија да успостави пријатељске односе са владаром Јањине. Ђентили се лично срео са Алијем у Бутринту током његовог обиласка острва, а француски изасланици, посебно генерал-ађутант Розе, били су чести посетиоци његовог двора у Јањини. Розе је био ожењен Алијевом усвојеном ћерком. Али је успео да убеди Французе у своје добре намере, обасипајући их почастима и обезбеђујући храну — па чак и глумећи интересовање за јакобинске идеале — али његов главни циљ, уступање копнених ексклава Јонских острва, био је одбијен. Ђентили је, међутим, укинуо забрану османским бродовима да прелазе Крфски мореуз, која је била на снази од Пожаревачког споразума из 1718. године. Ово је омогућило Алију да се креће преко мора против свог ривала, Мустафа-паше из Делвина. У јулу/августу 1797. (или на Ускрс 1798. према другим изворима), његове снаге су отпловиле у Луково и извршиле масакре над локалним становништвом, приморавајући их да се потчине Алијевој власти. Односи су постали затегнути 1798. године, након што је Али добио наређење од султана да обезбеди трупе за поход против другог моћног регионалног владара, видинског паше, Османа Пазвантоглуа. Шабо је послао свог ађутанта Шефера, тобоже да одреди границе код Бутринта, али у стварности да одврати Алија од напада на Османа, пошто су Французи били у добрим односима са Пазвантоглуом. Али-паша је искористио прилику да се пожали на недостатак узврата за своје пријатељске гестове, и тврдио да би само ако му Французи дају 10.000 војника и 100.000 цекина могао да не послуша султана. Средином јуна, Наполеонов ађутант Лавалет стигао је на острва, са вестима о заузимању Малте и Наполеоновом писму Али-паши, у којем га је позивао да верује Лавалету и да заузврат пошаље поузданог изасланика свој Наполеону. Пошто је Али био одсутан у кампањи против Пазвантоглуа, Лавалет није могао да преда писмо. У стварности, Наполеонова инвазија на Египат изазвала је у Алију дубоку забринутост због коначних француских дизајна. Док су француске власти на острвима веровале у Алијево пријатељство и сматрале да их његови домени штите од напада султанових снага, Али је одлучио да стане на султанову страну, посебно након што су стигле вести о француском поразу у бици на Нилу. Припремајући се за неизбежни сукоб, владар Јањине је средио своје несугласице са свим суседним владарима и магнатима, као и са Сулиотима.
Француска инвазија на Египат пореметила је равнотежу снага на истоку и изазвала приближавање Османлија и Руске империје, које су закључиле савез у јулу 1798. (иако је званични уговор одложен до јануара 1799. године). Док је заједничка руско-отоманска флота отпловила ка Јонским острвима, васељенски патријарх Константинопоља Григорије V послао је посланицу свештенству и народу острва, осуђујући безбожне Французе, позивајући становнике да их отерају, и уверавајући их да ће им Узвишена Порта дозволити да изаберу сопствени облик владавине, по узору на Дубровачку републику. Иста уверавања је у прогласу поновио и шеф руске флоте Фјодор Ушаков, који је такође нагласио да заједничке флоте делују на ослобађању Острвљана од „паганских Француза“. Французи су узвратили у пропагандном рату памфлетима па су штампани и дистрибуирани у великом броју.
Шабо, војни гувернер острва, примио је вест о руско-османској објави рата Француској 3. октобра 1798. у Ликсурију. У ово време Али-пашине снаге су се већ окупиле у насељима око Бутринта. Искористивши време, Али је позвао генерал-адјуданта Розеа на преговоре код Филијата, али када је сазнао што је више могао о француској снази и расположењу на Крфу и другде, наредио је да га заробе у Јањини. Али је покушао да понови исту стратегију са командантом Бутринта, али је послао само поручника Штајла и грчког свештеника; обојица су ухапшени и доведени у Јањину. Али је написао писмо Шабоу, захтевајући уступање ексклава на копну, као и замка Санта Маура на Лефкади. Убрзо је уследило друго писмо, где је захтевао предају самог Крфа. Нови генерални комесар Дубоа стигао је отприлике у исто време и 13. октобра издао проглас становницима три департмана. Током наредних дана, командант Бутринта је известио да се Алијеве трупе крећу да заузму висове око града и затражио је појачање. Напад је почео 18. октобра. Шабо је послао генерала бригаде Николаса Грегоара Олмона де Веријера са oкo 300 људи и дошао је да надгледа одбрану. Не могавши да издрже много већи број Алијевих трупа, Французи су 25. октобра дигли у ваздух утврђења и евакуисали се на Крф, заједно са грчким становницима града и околине. У исто време, Алијеве снаге су кренуле на Превезу. Тамо су Французи, очекујући напад, почели да подижу теренске радове на превлаци која води ка граду, на месту древног Никопоља. Дана 22. октобра појавио се сам Али, у пратњи свог сина Мукхтара и неких 4.000 пешака и 3.000 коња. Французи, са генералом бригаде Жан Жак Коло де ла Салсетом, могли су окупити само 440 француских редовних војника, 200 милиционера и 60 Соулиотес. Битка код Никопоља која је уследила била је изузетно крвава, са већином француских трупа убијених или заробљених, међу којима је био и ла Салсет. Након што је заузео Превезу, Али је јавно погубио профранцуске становнике и запалио град. Користећи несуђеног митрополита Арте, Али је затим намамио Превежане који су побегли у Актион да се врате, и дао им је и одрубити главе. Француски затвореници су подвргнути мучењу, а они који су преживели послани су у Цариград. И град Воница се потом предао, и само је Парга остала да се одупре Алијевим снагама. Генерал Шабо је покушао да ангажује Мустафу-пашу из Делвина против Али-паше, али није успео.
Руско-османска флота стигла је у Китеру 7. октобра 1797. Француски гарнизон, од 68 војника под капетаном Мишелом, одбио је поновљене понуде за предају. После поморског бомбардовања и напада османске пешадије, 13. октобра Французи су пристали да предају острвску тврђаву под условима. Из Китере је флота допловила до Закинтоса преко Коронија. На Закинтосу је француски положај био несигуран. Племићима на острву придружила се велика проруска фракција, док су водећи чланови француске администрације недостајали у овом кључном тренутку: комесар Кризеј де Руљер био је у Паризу, шеф администрације је био на Крфу ради консултација, а генерал ла Салсет је био на Лефкади па у Превези. Терет одбране острва пао је на мајора Вернијеа, који је располагао са 400 француских војника и 500 трупа милиције. Флота се појавила са острва 24. октобра. Док су многи становници града Закинтоса побегли у унутрашњост у страху од бомбардовања, велики број сељака, са руским заставама, улетио је у град како би спречио Французе и њихове присталице да пруже било какав отпор. Потоњи су били приморани да се повуку иза зидина тврђаве, док су сељаци опљачкали управне зграде и спалили дрво слободе са свим службеним документима на Тргу Светог Марка. Пљачка се проширила на куће појединих продемократских грађана, као и на јеврејску четврт. Делегација племића, предвођена грофом Николаосом Граденигосом Сгуром и протопапама Сумакисом, отишла је код Ушакова да понуди капитулацију острва. Одред од 700 Руса, заједно са неколико Турака, искрцао се на острво и придружио се маси окупљеној у граду, опсадивши цитаделу. Француски гарнизон се предао 25. октобра. Верније и још 54 су остављени да се врате у Француску, док су остали пребачени у Гларенцу као ратни заробљеници, пре него што су отпремљени у Цариград.
Следећа мета руско-османске флоте била је Кефалонија. Као и на Закинтосу, и тамо је настао широк проруски покрет, подстакнут од стране руских агената, свештенства и племства. Французи под капетаном Ројеом су располагали са не више од 350 људи, који су морали да бране два главна града на острву, Аргостоли и Ликсури. С обзиром да су оба била потпуно неутврђена, и усред свакодневног раста и све очитијег непријатељства становништва, Французи су одлучили да се повуку у замак Асос, а одатле евакуишу на Лефкаду. По одласку из Аргостолија, становници су, заједно са наоружаним сељацима, срушили француску заставу и уместо ње истакли руску. Усред нереда и насиља, укинут је демократски режим. Када је руско-османска флота стигла 29. октобра, острво више није било под француском контролом. Француски гарнизон Ликсурија је успешно избегао Лефкаду, али је био заробљен од стране наоружаних сељака, док су они из Аргостолија успели да стигну до Асоса само да би се предали Русима, и заузврат били пребачени у Цариград. На Итаки су мештани убеђивали француски гарнизон да је отпор узалудан и позивали су их да се повуку на Крф. За разлику од осталих острва, повлачење Француза протекло је у сређеној и пријатељској атмосфери. Када је Ушаков послао два своја брода на острво, становници су се покорили.
На Лефкади, антифранцуска агитација је такође имала дубок ефекат; локалне власти су обавестиле Французе да не могу да рачунају на подршку становништва које се убрзано наоружавало против Руса. Французи су се повукли у замак Санта Маура. Појачан гарнизоном Вонице и неким остацима гарнизона Превеза, располагао је са око 500 људи. Дана 28. октобра, руска застава је истакнута у градској кући и остала је тамо упркос француским претњама становницима. Убрзо је стигла и ескадрила руско-османске флоте, која је након одбијања Француза да се предају, почела да опседа тврђаву. На крају је стигао остатак флоте под Ушаковом, а након неколико дана блиске блокаде и бомбардовања, Французи су се предали 17. новембра. Ушаков је дозволио 20 француских официра да одмах отпутују за Француску, али су остали послани у заробљеништво у Цариград.
Падом Лефкаде, Крф је остао као последњи бастион француске контроле на Јонским острвима. И тамо су антифранцуско и проруско расположења јачала, а савети генералног комесара Дубоа углавном нису имали утицаја. Француске снаге на острву, увећане гарнизонима Итаке и Парге, износиле су 1.500 пешака и око 300 артиљераца, као и 8 поморских бродова. Да би се појачале ове снаге, 23. октобра је проглашено ванредно стање и формирана милиција, праћено принудним давањима од богаташа и конфискацијама хране и животиња. Дана 2. новембра, становници града Крфа су разоружани, али када су Французи сутрадан покушали да понове ово у предграђу Мантоуки, наишли су на насилан отпор, што је довело до бомбардовања и евакуације предграђа и пљачке манастира Платитера. Остатак предграђа је разоружан без већих инцидената. Припреме за опсаду укључивале су и сравњивање кварта Сано Роко на главном улазу у град и утврђивање острва Видо. Први непријатељски бродови стигли су из града 5. новембра, искрцавајући трупе северно и јужно од града. Руске понуде за капитулацију, укључујући моментално пребацивање гарнизона у француску луку, су одбијене. Непријатељства су почела 9. новембра сукобима између две стране. Ушаков је 19. новембра стигао са Лефкаде са остатком флоте. Његов главни приоритет је био да успостави ред на острву, где је колапс француске власти изазвао пљачке, убистава и паљења. Гроф Николетос Вулгарис постављен је на чело цивилне управе, док је сељаштво организовано да подржи опсаду. Руско-османске снаге су додатно увећане за 3.000 Турко-Албанаца које је послао Али-паша, док су се на француској страни истакли добровољачки одреди са Крфа и Кефалоније. Три француска брода су 3. фебруара 1799. успела да пробију блокаду и отишла су у Анкону, носећи молбе за појачање — као и уметничке предмете опљачкане са Крфа — али појачање никада није стигло. Заузимање острва Видо 1. марта 1799. означило је почетак краја за опкољене, а гарнизон је капитулирао 4. марта, под условом да се француске трупе одмах врате у домовину.

## Последице
На свим острвима која су заузели, Руси су поставили привремене управе племића и грађана. Врло брзо су руске власти позвале племићке скупштине да преузму управљање Јонским острвима, чиме су повратиле претходни статус кво. Дана 6. маја, команданти две флоте објавили су да ће Јонска острва чинити унитарну државу којом ће управљати Сенат у граду Крфу, састављен од по три представника са Крфа, Кефалоније и Закинтоса, два са Лефкаде и по један из Итаке, Китере и Паксоја. Млетачки племић Анђело Орио, последњи венецијански гувернер Аргостолија, постављен је за шефа Сената, коме је поверено стварање устава за нову државу. Анђелов устав предвиђао је потпуно аристократски режим, са сваким острвом на челу са Великим саветом састављеним од племића и више буржоазије. Велики савети би бирали сенаторе. Свако острво би задржало локалну администрацију и ризницу, али би централна ризница постојала на Крфу. Сенат је био крајња извршна власт, а његов председавајући шеф државе. Мали савет од 40 би био изабран од стране Великих већа три највећа острва, и био би одговоран за правду, избор званичника и саветовање о законодавству. Дана 21. јуна, на Ушаковов подстицај, грчка православна архиепископија је поново успостављена на острвима као митрополија Крф. Уследила је жестока и дуготрајна борба између свештеника Петра Вулгариса и научника и бившег архиепископа херсонског и астраханског Никифороса Теотокиса, али интервенцијом Ушакова нова столица архиепископије је коначно попуњена избором Јеротеја Кигаласа 19. фебруара 1800. године. Сенат је 21. јуна 1799. одлучио да пошаље дванаесточлану делегацију у Цариград и Санкт Петербург да изрази захвалност султану и цару, али и да се заложи за обнову поморске и копнене границе острва повлачењем Али-паше из Бутринта, Превезе и Вонице и њихово признање као независне државе. Пошто је Анђело Орио учествовао у делегацији, на месту шефа Сената га је заменио Спиридон Теотокис. Убрзо у Цариграду, делегација је схватила да Порта није заинтересована за признавање независности острва, већ за стварање вазалне државе под османском влашћу. На предлог руског амбасадора Василија Томаре, делегација је осталим амбасадорима поднела меморандум којим се тражи признање острва као независне и савезне државе, под заштитом европских сила. Два делегата, крфски гроф Антонио Марија Каподистријас и закинтски гроф Николаос Граденигос Сигур Дезилас остали су у Цариграду да воде преговоре са Портом, док је Орио и још један делегат, Кладас, требало да представљају Јонски "проблем" у Санкт Петербургу. Преговори између Русије, Порте и острва довели су до потписивања Цариградског мира 2. априла 1800. године, којим је створена Република Седам Острва, под заједничком руском и османском заштитом. Нова држава се показала политички нестабилном, али је задржала донекле аутономију. Острва су остала дефакто под руским утицајем и војном заштитом, па су се тако укључила у руске сукобе са Француском и Али-пашом. Ова република је опстала до 1807. године, када је Тилзитски мир поново предао острва Француској. Док је Република укинута, њен устав и облици управљања су задржани током овог другог периода француске владавине. Обновљено француско присуство у тој области изазвало је противљење Британаца, који су подстакли поморску блокаду острва. У октобру 1809. британске снаге су лако заузеле Закинтос, Кефалонију, Итаку и Китеру, а затим и Лефкаду у априлу 1810. Само Крф, Парга и Пакси су се издржали, у условима погоршане ситуације у снабдевању, све до 1814. и Наполеонове оставке. Острва су тада прешла под британску контролу, и формирана су у Сједињене Државе Јонских острва 1815. године.